# Stephen Elvey
Stephen Elvey (* 27. Juni 1805 in Canterbury; † 6. Oktober 1860 in Oxford) war ein britischer Organist und Komponist. Er war der ältere Bruder des Komponisten George Job Elvey.

## Leben und Werk
Stephen Elvey war Chorschüler an der Kathedrale von Canterbury. 1830 wurde er Organist am New College in Oxford. 1831 erwarb er seinen Baccalaureus, 1838 seinen Doktor der Musik (d.Mus.). 1840 wurde er Musikdirektor des College.
Er schrieb Kirchenmusik und einige Lieder. Er veröffentlichte das Handbuch The Psalter, or Canticles and Psalms, Pointed for Chanting, upon a New Principle (London, 6 Ausgaben bis 1866).